# Luna Voce
Luna Voce (Ámsterdam, 4 de abril de 1988) es una modelo italiana nacida en Países Bajos. Ganadora de Miss Universo Italia en 2013, representó al país trasalpino en Miss Universo 2013.

## Primeros años y carrera
Nació en Ámsterdam el 20 de abril de 1988, hija de padre italiano y madre neerlandesa. Creció en Crotone y ha trabajado en Mián como modelo profesional para agencias como Major Model Management, Why Not Model Agency y Elite Model Management. Luna habla cinco idiomas y ha estudiado Ciencias Naturales.

## Miss Universo Italia 2013
Luna fue coronada como Miss Universo Italia 2013 el 20 de julio de 2013 en el parque temático Rainbow MagicLand de Roma. Al ganar el título, Luna se ganó el derecho a representar a su país en el certamen Miss Universo 2013 en Moscú (Rusia), que se celebrará el 9 de noviembre de 2013. Como parte de su paquete de premios, ganó una estancia de una semana en Milán para asistir a la prestigiosa academia de modelos John Casablancas, donde recibió una formación intensiva en todas las áreas de la competición para ayudar a su preparación para el concurso de Miss Universo.

## Miss Universo 2013
Voce representó a Italia en el Miss Universo 2013 celebrado en Moscú el 9 de noviembre de 2013, donde compitió para suceder a la titular saliente Olivia Culpo, pero no logró pasar a las semifinales.

## Otros concursos
Luna es una competidora con experiencia en concursos, ya que ha representado a Italia en los concursos Miss Internacional 2008 y Miss Tierra 2009. Además, ganó el concurso Top Model of the World en 2012. También fue finalista en el concurso Miss Italia en 2008. Anteriormente había competido en el concurso Miss Universo Italia en 2009, terminando como la 3.ª finalista. Al año siguiente, fue la 1.ª finalista en el concurso Miss Mundo Italia 2010. Debido a que tiene doble nacionalidad neerlandesa italiana, Luna también participó en el concurso Miss Nederland 2011, quedando entre las seis finalistas.